# Entada leptostachya
Entada leptostachya är en ärtväxtart som beskrevs av Hermann August Theodor Harms. Entada leptostachya ingår i släktet Entada och familjen ärtväxter. Inga underarter finns listade i Catalogue of Life.